# Monte Fisht
El monte Fisht (en ruso: Фи́шт, en adigué: Фыщт, Fyshcht) es un pico de la parte occidental del Gran Cáucaso, situado en la república de Adiguesia, sur de Rusia. 
Forma junto con las cimas del Oshten y del Psejo-Su el macizo Fisht-Oshtenski. Las cimas del macizo, avanzando de occidente a oriente, son las primeras del Cáucaso de tipo alpino, siendo el Fisht el pico más occidental del Cáucaso que tiene glaciares en su ladera (glaciares Bolshói Fishtinski y Mali Fishtinski). Desde 1994 se investiga en el macizo el sistema de cavernas Bélaya zviazdochka, que es considerada la cueva más profunda de Rusia.
En las laderas de la montaña nace el río Psheja y cerca de las cimas del Oshten y del Fisht se encuentra la fuente del Bélaya, al que afluye el Psheja y que es tributario por la orilla izquierda del río Kubán. El río Shajé nace asimismo en las laderas del Fisht, sin embargo desemboca en el mar Negro. En la pared occidental se forma una cascada de cerca de 200 m.